# Parmelina pallida
Parmelina pallida är en lavart som beskrevs av Elix & Kantvilas. Parmelina pallida ingår i släktet Parmelina och familjen Parmeliaceae.   Inga underarter finns listade i Catalogue of Life.